# Водоспад «Поркулин»
Водоспа́д «Порку́лин» (Паркулин) — водоспад в Українських Карпатах, геологічна пам'ятка природи місцевого значення. Розташований у масиві Покутсько-Буковинські Карпати, в межах Вижницького району Чернівецької області, на північний схід від села Паркулина. 
Площа природоохоронної території — 1 га. Статус присвоєно згідно з рішенням 18-ї сесії обласної ради XXI скликання від 21.12.1993 року. Перебуває у віданні ДП «Путильський лісгосп» (Сергіївське л-во кв. 10, вид. 49). 
Загальна висота перепаду води — 6 м. Утворився в місці, де річка Поркулин (притока Путилки) перетинає стійкі до ерозії пісковики.

## Світлини та відео

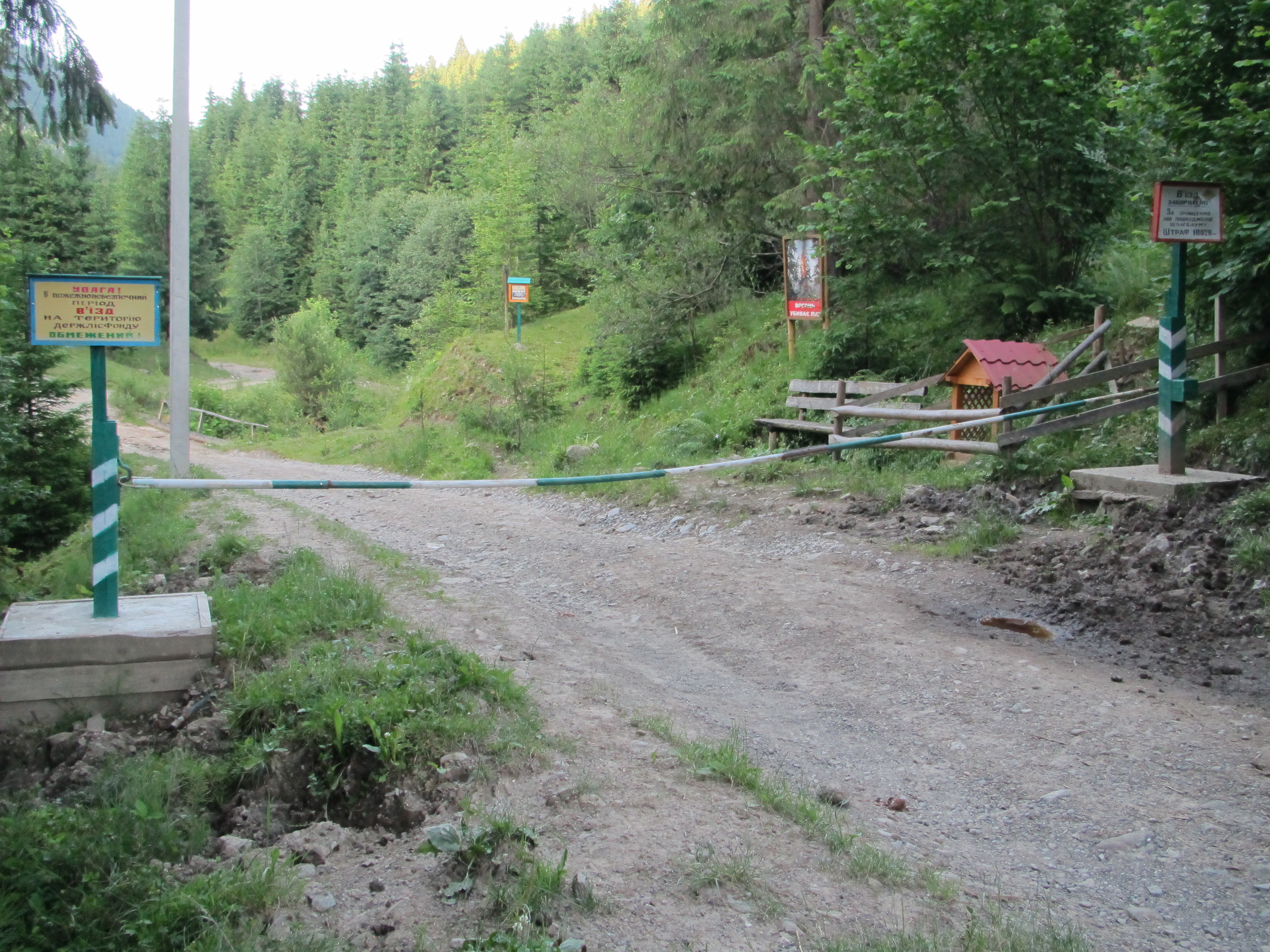
Шлагбаум. Орієнтир до водоспаду Паркулин
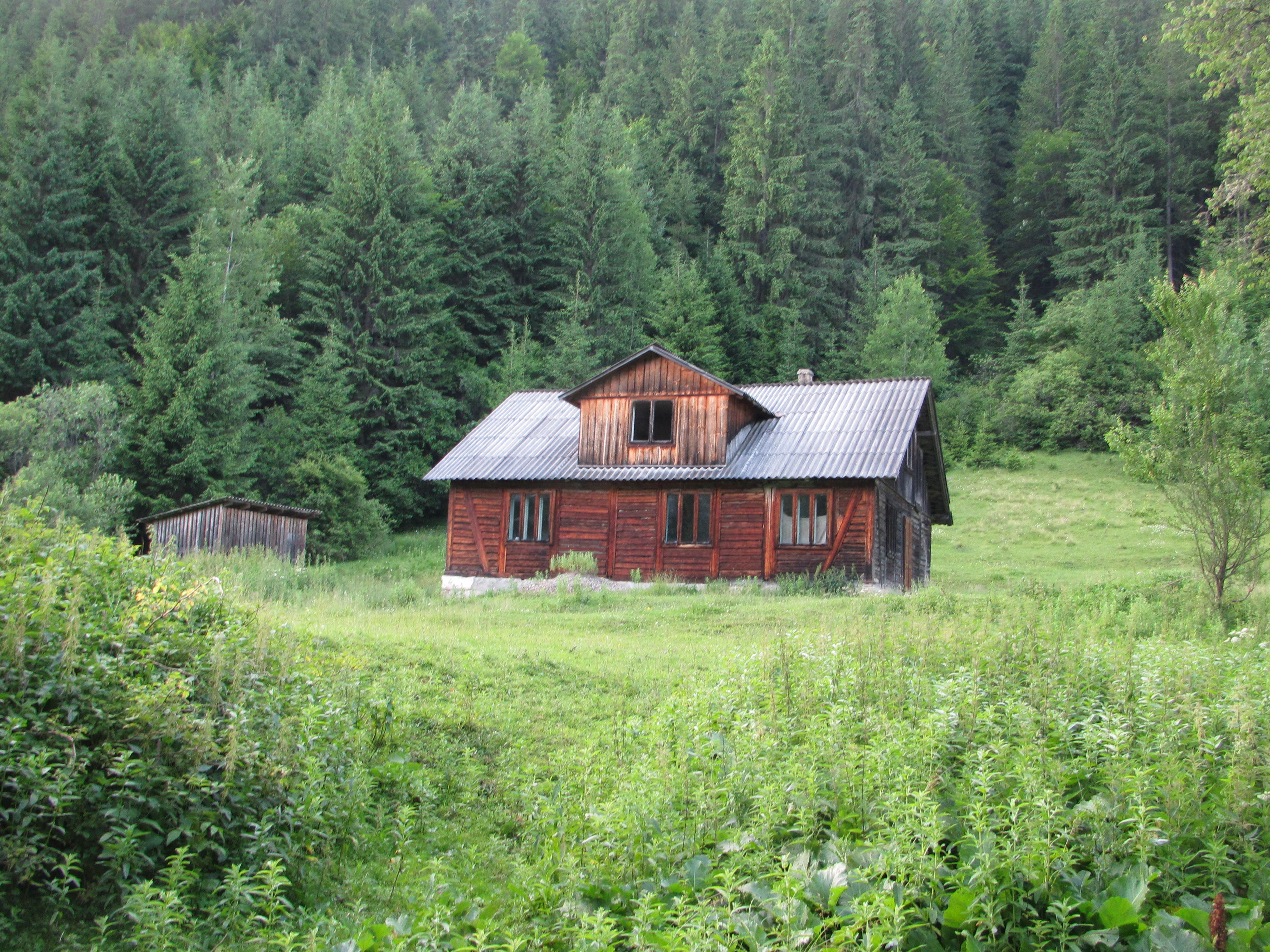
Колишній гуртожиток біля водоспаду
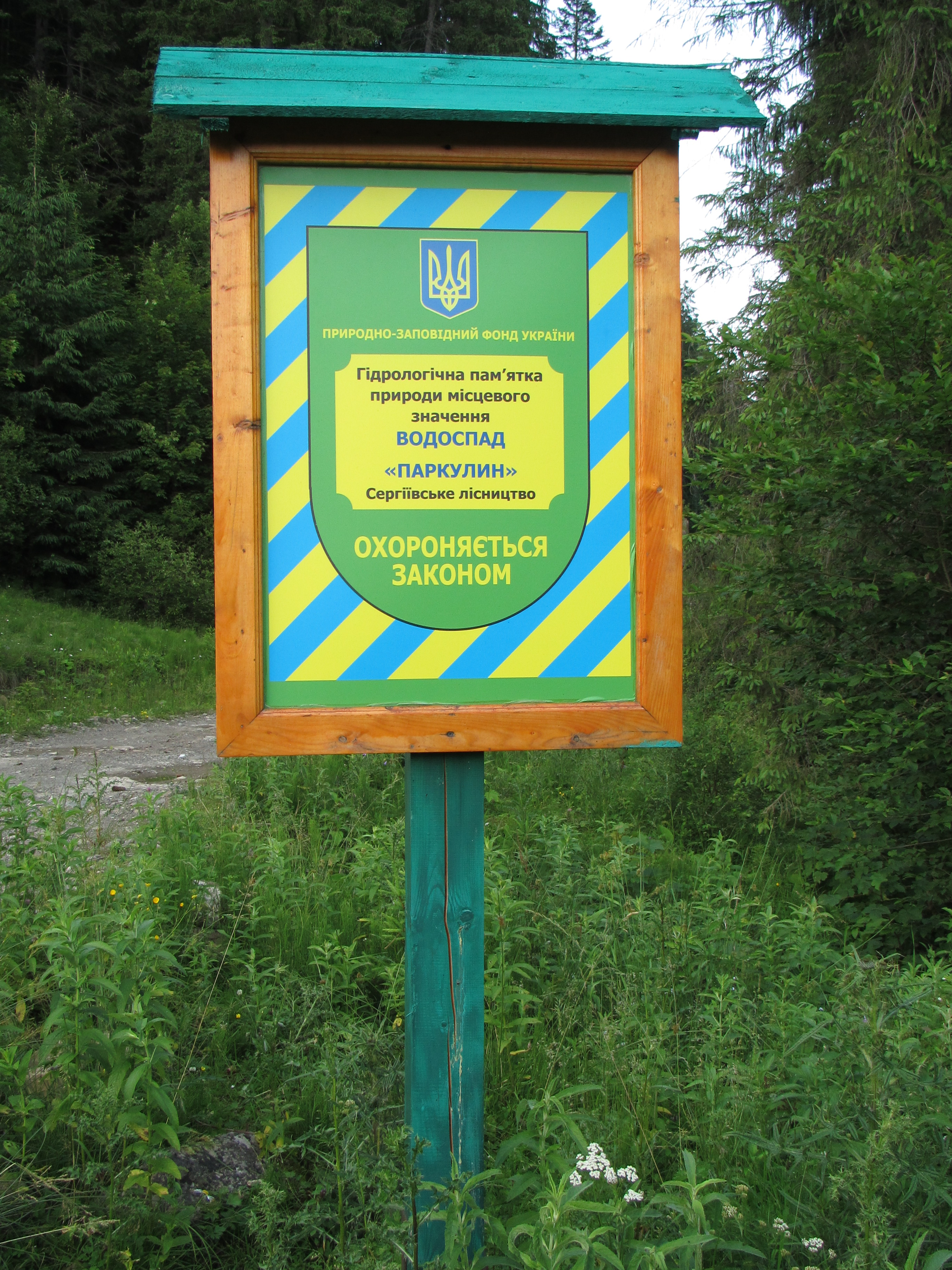
Інформаційна табличка біля водоспаду
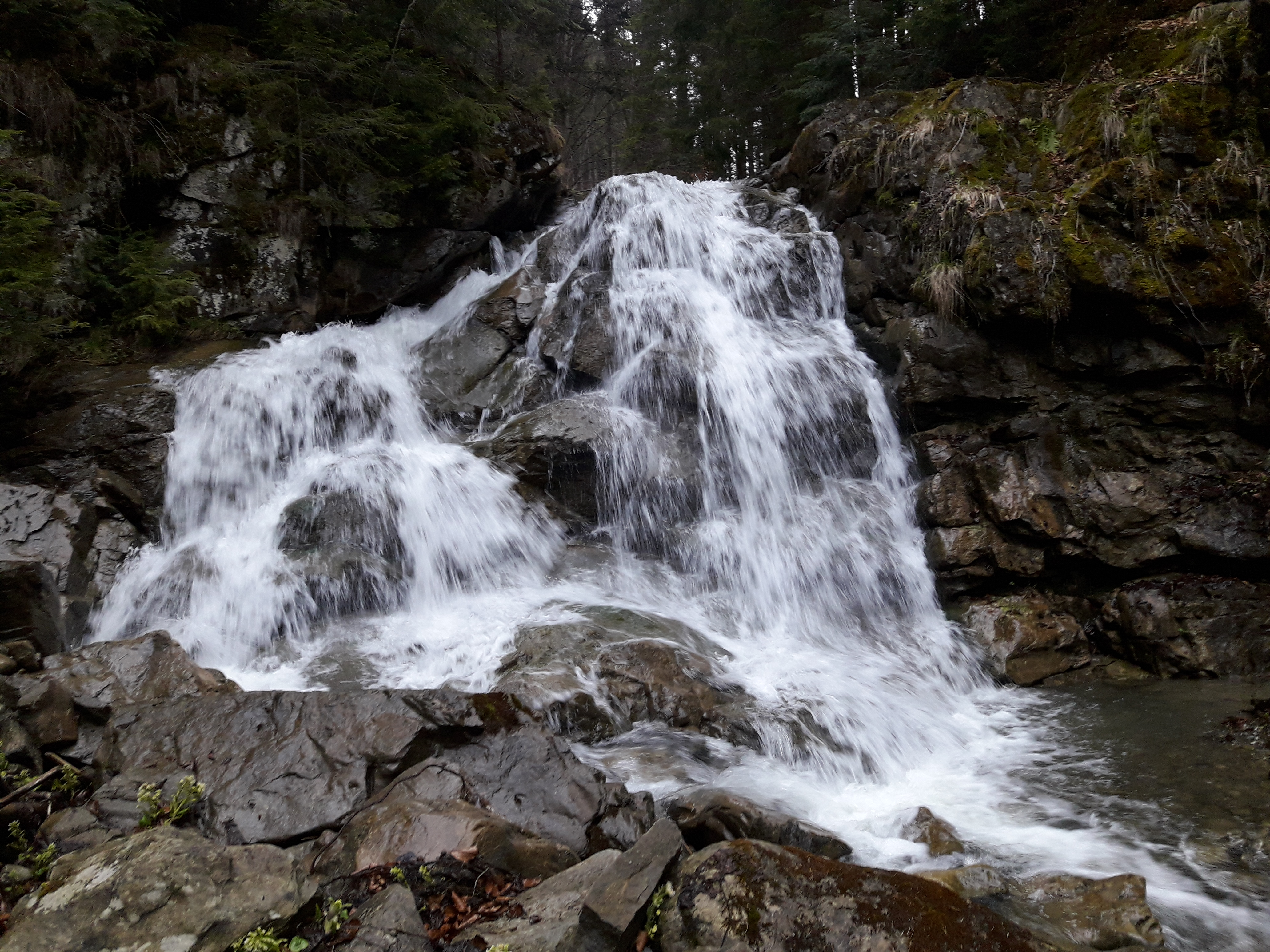
Водоспад навесні
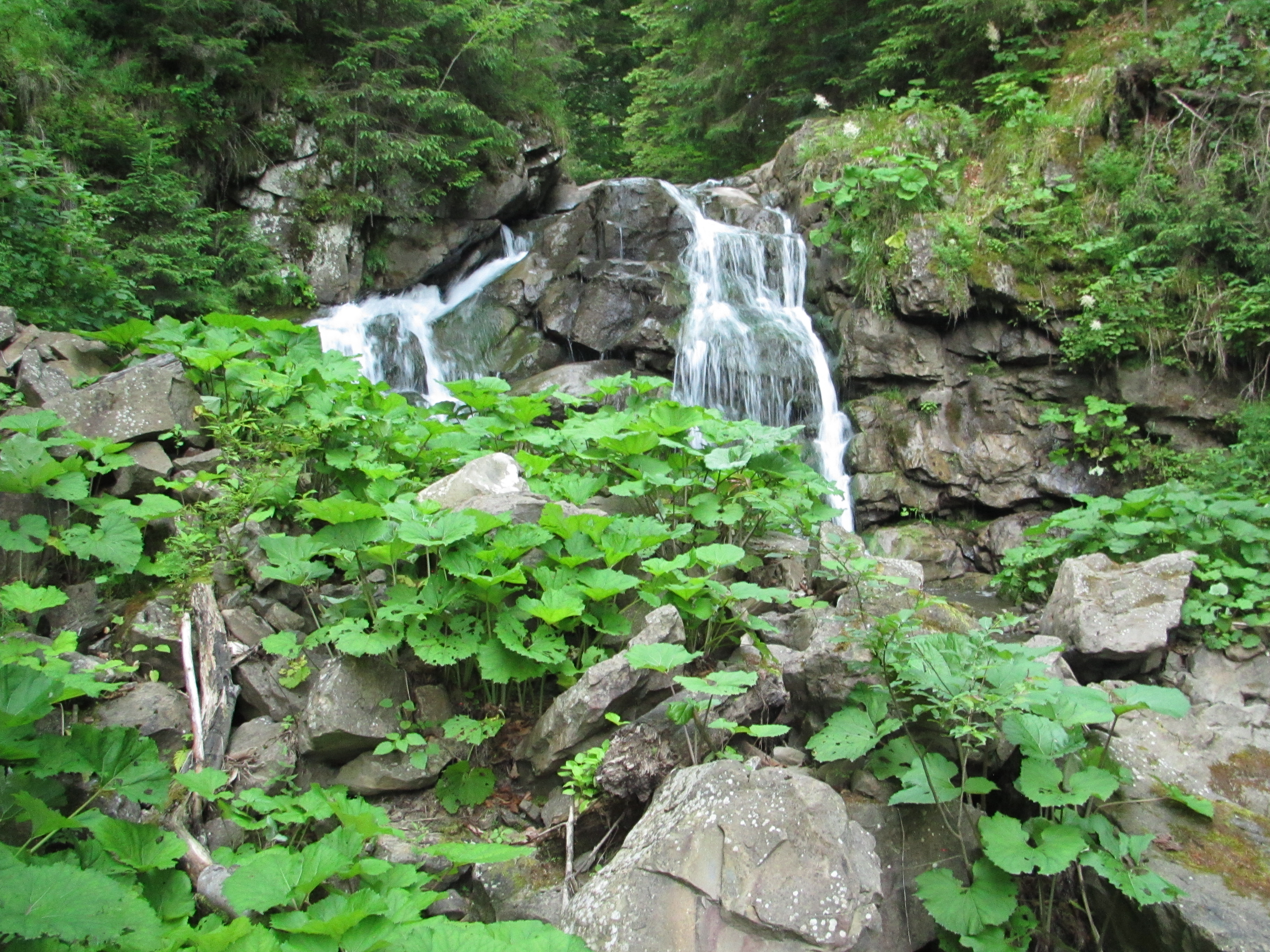
Водоспад здалеку
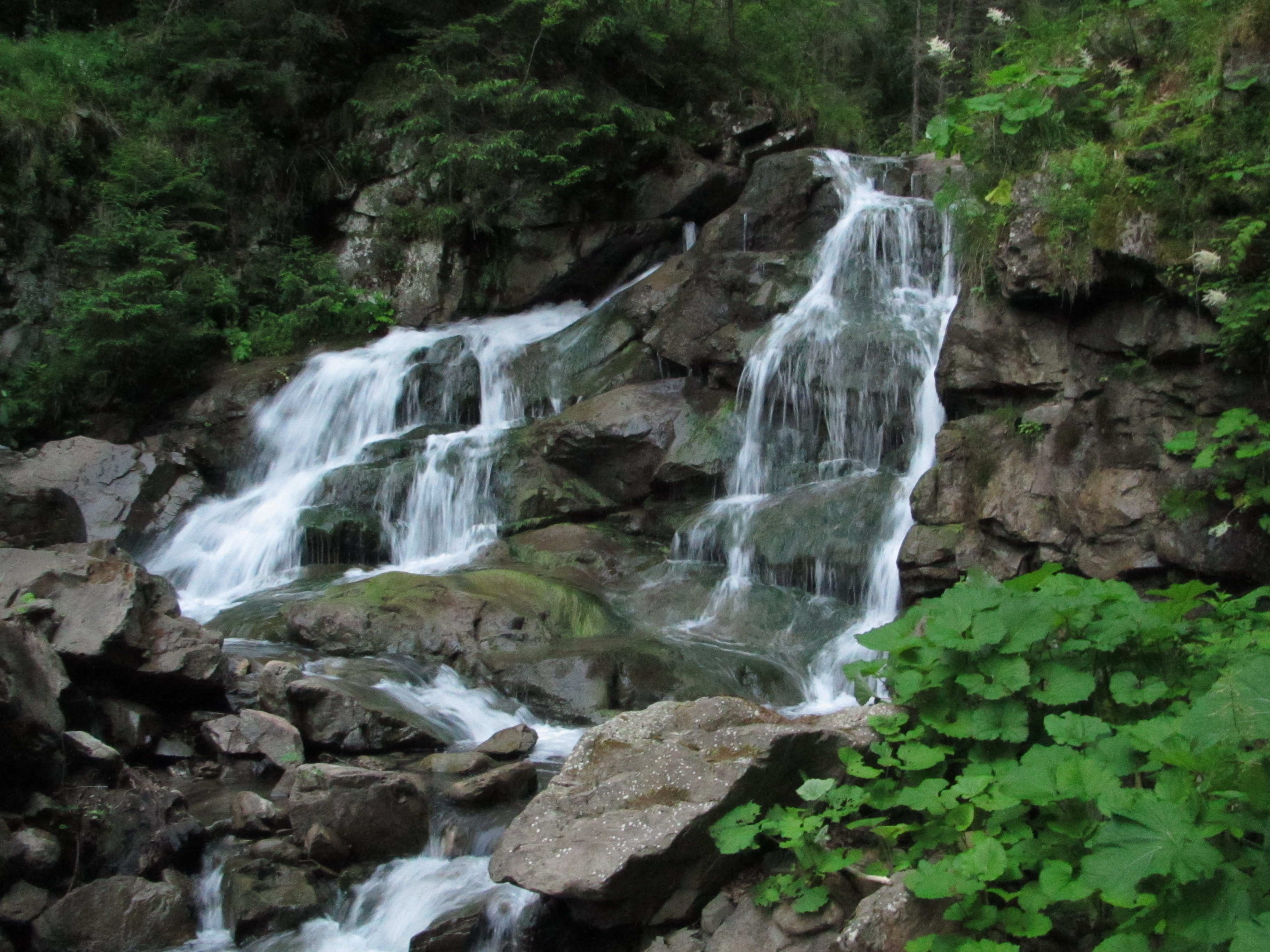
Водоспад влітку
- Відео водоспаду